# Maqueteges
Els maqueteges (en llatí Machaetegi, en grec antic Μαχαιτηγοί, Makhetegi) eren un poble de l'Escítia dins de l'Ímaus, que vivien prop dels iastes (Iastae) i són esmentats per Claudi Ptolemeu.